# Clube

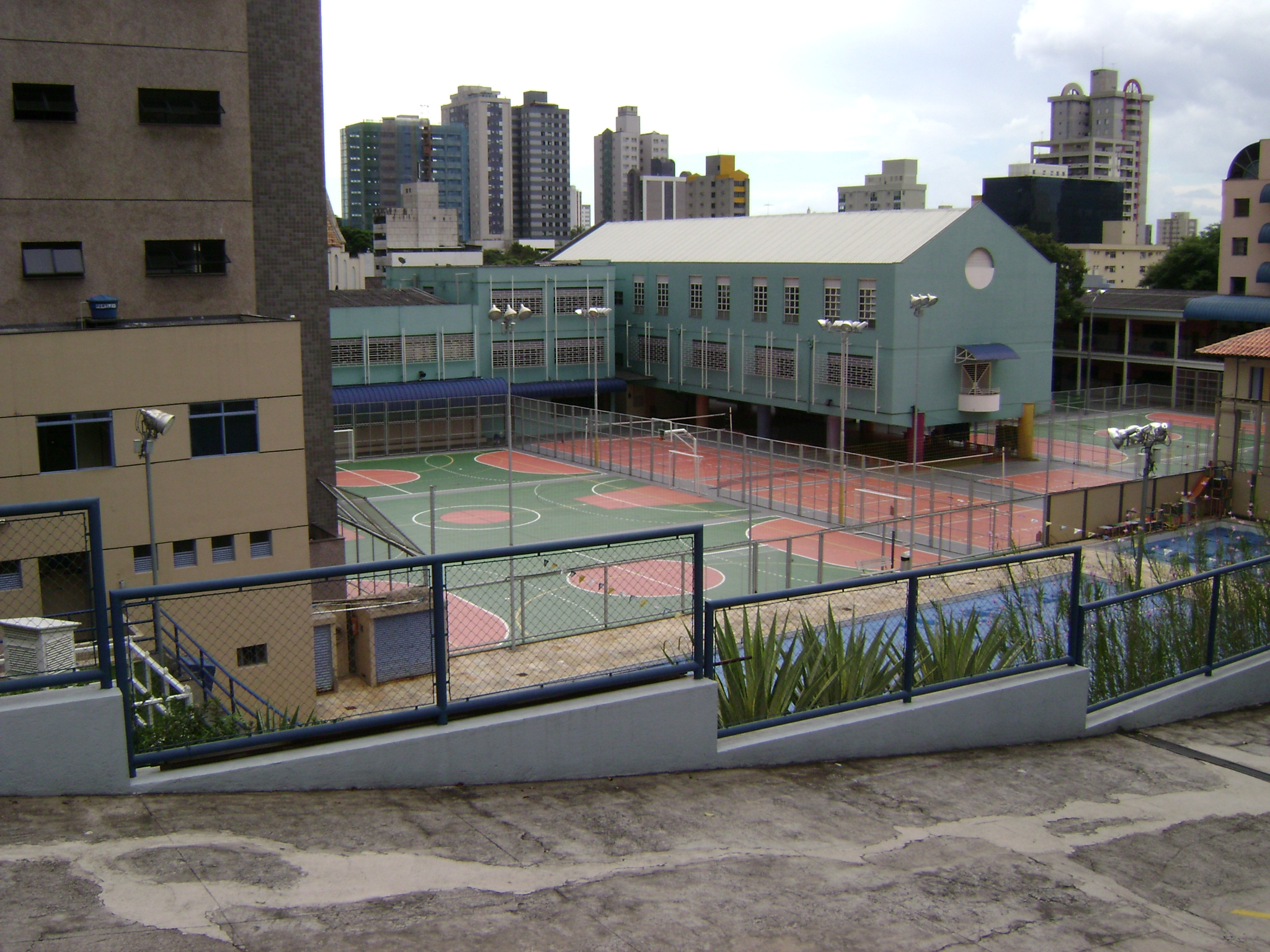
Um clube de esporte em Belo Horizonte.

Um clube (do inglês club) é um grupo de indivíduos livremente associados que têm em comum seus gostos e opiniões artísticas, literárias, políticas, filantrópicas, desportivas, et, ou, simplesmente, em seus desejos de relação social.
Os fins e atividades dos clubes são muito diversos e dependem do motivo pelo qual os indivíduos se associam: realização de atividades desportivas, troca de ideias, debates culturais, etc.
Podem ainda realizar atividades próprias de seus fins, que poderiam ser consideradas como empresariais, sempre e quando o benefício de tais atividades seja aplicado à continuidade do clube.
Neste sentido, em todo o mundo são famosos os diferentes clubes desportivos, particularmente os de futebol, Basquetebol, Voleibol, Tiro, entre outros. Os clubes geralmente tem mais de três pessoas reunidas. Sinônimo do mesmo são agremiações, de balé, ginástica e natação. 